# 林心如
林心如（ルビー・リン、ピンイン：Lín Xīnrú、英名：Ruby Lin、1976年1月27日 - ）は、台湾台北市出身の女優、歌手、映画・テレビドラマのプロデューサー。愛称は『還珠姫〜プリンセスのつくりかた〜』のときに演じた役名から「紫薇」と呼ばれている。
2009年、個人事務所である「林心如工作室」を設立。
日本では、ウォレス・フォ（霍建華）共演のドラマ『地下鉄（メトロ）の恋』がBSで放送され、話題を呼んだ。

## 人物・来歴
1976年に台北に生まれる。父は実業家であったが、やがて両親の離婚に伴って、幼少から母と暮らすようになる。幼少の頃から親戚の訪問のために母とともに日本に毎年訪れていたという。
台湾でパート・タイムの広告モデルに起用された17歳のときに女優としての萌芽を見せて（初の仕事は1995年でジャスミン茶のCM）、それから数多くの広告モデルとしての活動を経て、ちょうど20歳の誕生日の日にジェシー・アンド・ジョーンズ・エンターテインメント(Jessie and Jones Entertainment Ltd.)と正式に契約を結んだ。
翌1996年に台湾のテレビドラマでいくつかの脇役を演じ、ほどなく人気テレビシリーズの『還珠姫〜プリンセスのつくりかた〜』とその続編において主役を演じたことから、台湾のみならずその他のアジア地域でも有名になるに至った。
テレビドラマにおけるヴィッキー・チャオとの共演などから中国大陸でもその知名度は高く、2006年にはアレック・スーとともに中国の大手芸能プロダクションと契約した。
台湾語、北京語、広東語、英語が話せる。日本食を大変に好むという。
2016年5月20日、「520」の発音の語呂合わせから「愛の日」とされるこの日、ウォレス・フォが中国版ツイッターでルビーとの交際を発表。ルビーの個人事務所のアカウントがこれをシェアし、ハートマークを添えて真実であることを示した。思いがけない大物カップルの誕生に、祝福の声が数多く寄せられた。同年7月31日、ウォレスとバリ島で挙式した。
2021年6月、世新大学 傳播管理學系（マスコミ管理学科）の修士課程を修了。卒業式で傑出表現獎（優秀賞）を受賞した。

## 主な出演作品

### 映画
| 年度   | 題               | 役名                | 英文                          |
| ------ | ---------------- | ------------------- | ----------------------------- |
| 1995年 | スクール・デイズ | 公主                | School Days                   |
| 1998年 | 私の願い         | 毛妹                | My Wish                       |
| 1999年 | わがまま娘物語   | 一個明星            | Bad Girl Trilogy              |
| 1999年 | 魔鏡             | Judy                | The Mirror                    |
| 1999年 | 新賭國仇城       |                     | A Matter of Time              |
| 2000年 | 大贏家           | 文靜                | Winner Takes All              |
| 2000年 | SPY_N            | ルビー              | China Strike Force            |
| 2001年 | 漫畫風雲         | 阿夢                | Comic King                    |
| 2001年 | 龍兒             | 龍兒                | Dragon's Love                 |
| 2002年 | 雙面情人         | 小彤、小淨          | Double Faces Lover            |
| 2004年 | 愛上天上人間     | 劉海                | Love Trilogy                  |
| 2004年 | 生死速遞         | 孫欣欣              | Life Express                  |
| 2004年 | 一石二鳥         | 張馨馨              | Kill Two Birds with One Stone |
| 2007年 | 夜玫瑰           | 葉梅桂              | Evening Roses                 |
| 2009年 | ソフィーの復讐   | ルーシー            | Sophie's Revenge              |
| 2010年 | 活該你單身       | 菲兒                | You deserved to be Single     |
| 2010年 | 無人駕駛         | 王丹                | Driverless                    |
| 2011年 | 傾城             | 秦肖雄              | Fallen City                   |
| 2012年 | 綉花鞋           | 蘇二                | Blood Stained Shoes           |
| 2013年 | 樓               | 夏立冬              | The House                     |
| 2013年 | 非常幸運         | 陸小夕              | My Lucky Star                 |
| 2014年 | 朝内81號         | 許若卿、陸蝶玉      | The House That Never Dies     |
| 2014年 | 甜蜜殺機         |                     | Sweet Alibis                  |
| 2015年 | 大囍臨門         | 李淑芬              | The Wonderful Wedding         |
| 2016年 | 魔宮魅影         | 孟思凡              | Phantom of the Theatre        |
| 2016年 | 危険なゲーム     | 劉晨晨              | The Precipice Game            |
| 2017年 | 嫌疑人X的献身    | 陳婧（チェン・ジン) | The Devotion of Suspect X     |
| 2020年 | ミス・アンディ   |                     | Miss Andy                     |

### テレビドラマ
| 年度   | 題                                  | 役名                         | 地域（または提供元） |
| ------ | ----------------------------------- | ---------------------------- | -------------------- |
| 1997年 | 還珠姫〜プリンセスのつくりかた〜    | 夏紫薇                       | 台湾                 |
| 1997年 | 上海探戈                            | 依風盧                       | 台湾                 |
| 1998年 | 廚神                                | 張紅娘                       | 台湾                 |
| 1999年 | 還珠格格 第二部                     | 夏紫薇                       | 台湾                 |
| 1999年 | 食神                                | 趙珊珊                       | 香港                 |
| 2000年 | 醉拳蘇乞兒                          | 洪綺蓮                       | 台湾                 |
| 2001年 | 情深深雨濛濛                        | 陸如萍                       | 台湾                 |
| 2001年 | 小寶與康熙                          | 建寧公主                     | 台湾                 |
| 2002年 | 非你不可                            | 司嘉譯                       | 台湾、中国           |
| 2002年 | 新楚留香                            | 司空星兒                     | 台湾                 |
| 2003年 | 飛刀又見飛刀                        | 月神                         | 台湾                 |
| 2003年 | 男才女貌                            | 蘇拉                         | 中国中央電視台       |
| 2003年 | 半生縁                              | 顧曼楨                       | 中国                 |
| 2004年 | 紫藤恋                              | 黎亦喬                       | 台湾                 |
| 2004年 | マジック・オブ・ラブ〜魔術奇縁〜    | 林曉梅                       | 中国、韓国           |
| 2005年 | 大理公主                            | 段艾月                       | 中国中央電視台       |
| 2005年 | 星光大道                            | 米露                         | 中国中央電視台       |
| 2005年 | 地下鉄（メトロ）の恋                | 傅晶晶                       | 台湾、中国           |
| 2005年 | 巴黎恋歌                            | 于蔓芝                       | 中国                 |
| 2006年 | 大祠堂                              | 鄭秀雲                       | 中国中央電視台       |
| 2007年 | 封神演義 逆襲の妲己                 | 妲己                         | 中国                 |
| 2008年 | 愛在日月潭                          | 安安                         | 中国、台湾           |
| 2010年 | 三国志 Three Kingdoms               | 孫尚香                       | 中国                 |
| 2010年 | 美人心計〜一人の妃と二人の皇帝〜    | 竇猗房                       | 中国                 |
| 2011年 | 傾城の皇妃 〜乱世を駆ける愛と野望〜 | 馬馥雅                       | 中国                 |
| 2012年 | 恋せよ姐GO                          | 王明明                       | 中国、台湾           |
| 2013年 | 岳飛伝 THE LAST HERO                | 李孝娥                       | 中国                 |
| 2014年 | 少年神探狄仁杰                      | 武則天                       | 中国                 |
| 2014年 | 16個夏天                            | 唐家妮                       | 台湾                 |
| 2014年 | 独家披露                            | 方舟                         | 中国                 |
| 2016年 | 奇妙的時光之旅                      | 謝佳欣                       | 中国                 |
| 2016年 | 秀麗伝〜美しき賢后と帝の紡ぐ愛〜    | 陰麗華                       | 中国                 |
| 2017年 | 年下のオトコ〜My Dear Boy〜         | 羅小菲（ルオ・シャオフェイ） | 台湾                 |
| 2020年 | 次の被害者                          | 李雅均                       | 台湾                 |
| 2021年 | お仕事です!〜The Arc of Life〜      | 公冶小蔦（シャオニャオ）     | 台湾                 |
| 2021年 | 華燈初上 -夜を生きる女たち-         |                              | 台湾                 |
| 2023年 | 模仿犯                              |                              | 台湾                 |

### カメオ出演
- 烏龍闖情關 (2001年)
- 少年張三豐 (2001年)
- 蘇東坡 (2007年)
- 县长老叶 (2009年)
- 新还珠格格/新還珠姫 (2011年)
- 血戰長空 (2012年)
- 媽祖 (2012年)
- 花非花霧非霧 (2013)

### CM
- 拉蓓 (2022年)[7]
- Fisher-Price フィッシャープライス (2017年至今)
- 資生堂 ELIXIR SUPERIEUR (2017年至今)
- BRAND'S (2015年至今)
- クエーカーオーツカンパニー (2015年至今)
- HTC (企業) (2015年至今)
- エスティローダー Estee Lauder (2009-2010年, 2015年至今)
- Ti-27 (2011年至今)
- Oriks (2011年至今)
- グリコ栄養食品 Glico Q.Cake (2010年至今）
- Neogence (2010年至今)
- Lanchen (2006年至今）
- パンテーン Pentene（2003-2004、2006年）
- メンソレータム Mentholatum （2000-2003年）
- ESPRIT (2001年)
- Coca Cola (2000-2001年)

## 製作作品
- 倾世皇妃 (Glamorous Imperial of Concubine, 2011年)
- 遺忘 (Forgotten, 2012年)
- 姐姐立正向前走 (Drama Go Go, 2012年)
- 畫皮之真愛無悔 (Painted Skin, 2013年)
- 少年神探狄仁杰  (Young Sherlock, 2014年)
- 我的媽媽 (Mother Mother, 2014年)
- 16個夏天 (The Way We Were, 2014年)
- 秀麗江山之長歌行 (Singing All Alone, 2016年)
- 年下のオトコ (My Dear Boy, 2017年)

## ディスコグラフィ

### アルバム
- 新如主義 - 2008年11月29日[8]
- 擁有林心如 - 2004年10月1日
- 半生缘新歌 - 2004年4月1日
- 趴啦趴啦 - 2001年3月16日
- 雙面林心如 - 2001年3月
- 心跳 - 1999年11月4日

## 書籍

### 書籍
- 私藏心如 紐約游學單身日記 - 2005年4月[9]

### 写真集
- 紫藤戀電視劇寫真集 - 2004年
- 英倫情人寫真集 - 2000年10月
- 心如心語 - 1999年12月満世
- 春情 - 1999年8月

## 受賞歴・記録

### 女優
- 2018年 第23回中国华鼎賞 中國最佳女主角
- 2016年 第18回中国华鼎賞 最優秀女優賞
- 2015年 國劇盛典大賞 最具实力女優賞
- 2013年 第9回 北京青年公益映画大賞 最も歓迎された中華女優賞
- 2012年 亚洲偶像盛典 最優秀製作人
- 2012年 ベトナムDAN映画大賞 最も歓迎された中華女優賞
- 2011年 YOUKU大賞 最も歓迎された女優賞
- 2011年 ベトナムDAN映画大賞 最も歓迎された中華女優賞
- 2010年 國劇盛典大賞 最も歓迎された女優賞
- 2010年 第4回中国华鼎賞 最優秀助演女優
- 2010年 第5回ソウルドラ授賞式 もっとも人気のある中国女優賞
- 2007年 BQ红人榜大典 最も歓迎された女優賞
- 2006年 第2回電視劇風雲盛典 もっとも人気のある中国台湾女優賞[10]
- 2006年 MTV超級盛典 最も風格テレビドラマ女優賞
- 2003年 中国中央電視台（ちゅうごくちゅうおうてれび）優秀俳優10人

### 歌手
- M-Zone 金曲排行榜 今年の最も人気歌賞
- 香港电台(HongKong Radio) 新人女性歌手賞
- 第二回 东南劲爆音乐榜 最も人気テレビドラマ主題歌賞

### その他
- 韓国ソウルの広報大使 [11]
- Udnstars ミレニアム 流行人物 第1位
- ライクラ風尚頒奨大典 公益貢献特別賞
- 屈臣氏（ワトソンズ）夏日美肌大奨 [12]
- 百度とGoogle（中国）がそれぞれ、2004年の10大キーワードを発表[13]